# Dziadowska Szczerbina
Dziadowska Szczerbina (słow. Kostolníkova štrbina) – przełęcz znajdująca się w Zimnowodzkiej Grani (w masywie Kościołów) w słowackiej części Tatr Wysokich. Siodło oddziela położoną na północnym zachodzie Dziadowską Turniczkę od Dziadowskiego Kopiniaka na południowym wschodzie.
Na przełęcz nie prowadzą żadne znakowane szlaki turystyczne, dla taterników najdogodniej dostępna jest od strony Doliny Małej Zimnej Wody. Droga na nią była znana od dawna.
Polska nazwa Dziadowskiej Szczerbiny i innych sąsiednich obiektów jest wynikiem nieporozumienia przy tłumaczeniu – słowackie słowo kostolník oznacza osobę opiekującą się kościołem i nie ma wydźwięku pejoratywnego. Słowacka nazwa powstała jako luźne skojarzenie z pobliskimi Kościołami i jest autorstwa wspinających się tu taterników.